# Riiviku
Riiviku – wieś w Estonii, w prowincji Tartu, w gminie Kambja.